# Craven
Craven è un distretto del North Yorkshire, Inghilterra, Regno Unito, con sede a Skipton.
Il distretto fu creato con il Local Government Act 1972, il 1º aprile 1974 dalla fusione dei distretti urbani di Skipton con il distretto rurale di Settle e parte del distretto rurale di Skipton.

## Parrocchie civili
- Airton
- Appletreewick
- Arncliffe
- Austwick
- Bank Newton
- Barden
- Beamsley
- Bentham
- Bolton Abbey
- Bordley
- Bradleys Both
- Broughton
- Buckden
- Burnsall
- Burton in Lonsdale
- Calton
- Carleton
- Clapham cum Newby
- Coniston Cold
- Conistone with Kilnsey
- Cononley
- Cowling
- Cracoe
- Draughton
- Elslack
- Embsay with Eastby
- Eshton
- Farnhill
- Flasby with Winterburn
- Gargrave
- Giggleswick
- Glusburn
- Grassington
- Halton East
- Halton Gill
- Halton West
- Hanlith
- Hartlington
- Hawkswick
- Hazlewood with Storiths
- Hebden
- Hellifield
- Hetton
- Horton in Ribblesdale
- Ingleton
- Kettlewell with Starbotton
- Kildwick
- Kirkby Malham
- Langcliffe
- Lawkland
- Linton (Craven)
- Litton
- Long Preston
- Lothersdale
- Malham
- Malham Moor
- Martons Both
- Nappa
- Otterburn
- Rathmell
- Rylstone
- Scosthrop
- Settle
- Skipton
- Stainforth
- Stirton with Thorlby
- Sutton
- Swinden
- Thornton in Craven
- Thornton in Lonsdale
- Thorpe
- Threshfield
- Wigglesworth